# Aristolochia lindeniana
Aristolochia lindeniana är en piprankeväxtart som beskrevs av Pierre Étienne Simon Duchartre. Aristolochia lindeniana ingår i släktet piprankor, och familjen piprankeväxter. Utöver nominatformen finns också underarten A. l. bissei.